# 功夫之王
《功夫之王》是一部2008年美国与中国合拍的奇幻动作電影，改编自吴承恩所著《西游记》，由罗伯·民可夫执导，华人功夫影星成龙和李连杰（双J：Jackie Chan、Jet Li）在此片中首度合作，主演刘亦菲在片中还献上了她的银幕初吻（但在成片中被剪掉了）。
《功夫之王》拍摄前共得投资5500万美元，超过《英雄》成为中国迄今最大投资的一部面向好莱坞的华语电影。本片于2007年5月2日开机拍摄，同年9月5日杀青。2008年4月18日，本片在北美大陆正式上映，中国大陆则在4月24日上映。该片推出后迅速成为2008年全美週末票房冠軍，上映两周后就已收回7000万美元票房。

## 故事內容
傳說中的猴王孫悟空武功天下無敵，在他大鬧天庭之後，天庭軍事總管、邪惡的玉疆戰神向猴王挑戰，騙猴王放下手中的金箍棒而用妖术將其禁錮在石像內，最後一刻猴王將金箍棒拋向人間。
在現代美國波士顿，青年傑森·崔皮提卡斯熱愛中國武術，某天他無意中在唐人街的一家當舖內發現了傳說中的金箍棒。一夥流氓洗劫了典當店並開槍打傷當鋪老闆霍老頭，霍老頭囑咐傑森要將金箍棒交給「原先的主人」，傑森在躲避流氓過程中從高樓跌落，金箍棒带他穿越時空，孙悟空被禁锢500年后的中國。拿著金箍棒的他隨即被一群玉疆戰士（玉疆戰神底下的士兵）追殺，之後遇醉仙魯彥（成龙饰演）搭救，告知他金箍棒的前因後果；接著又先後遇上了俠女金燕子（刘亦菲饰演）及默僧（李连杰饰演），一行人踏上解救被封印的孫悟空的旅程。
傑森等四人在越過流沙河之後，終於來到了玉疆神殿所在的五指山前，但玉疆戰神底下的白髮魔女卻率領部隊前來攔截，醉仙魯彥被白髮魔女所射之箭所傷。其他人帶著受重傷的魯彥逃到山上一所寺院裡，寺院住持提及唯有天庭的長生不老藥才能解救魯彥。傑森在夜裡攜金箍棒獨自前往玉疆神殿找玉疆戰神，要用金箍棒换取长生不老药。但玉疆戰神要他與白髮魔女比試，胜者獲得長生不老藥，在一番決斗後傑森落敗，當他正要被幾名玉疆戰士殺死時，默僧和金燕子及時趕到，與眾多玉疆戰士大戰。金燕子和傑森同白髮魔女争抢長生不老藥。此时寺院的一批武僧趕到支援，他們用擔架將魯彥抬來，魯彥喝下了長生不老藥後復原且功力大增，擊敗眾多玉疆戰士並將白髮魔女拋下深淵。
玉疆戰神要將金箍棒投至火坑裡永久銷毀，但被默僧攔下。双方刀棍对战，默僧不敵玉疆戰神，他將金箍棒拋給傑森讓他去打孫悟空的石像，將孫悟空解除禁錮釋放出來。孙悟空持金箍棒与玉疆戰神决战。玉疆戰神不敌孙悟空。金燕子用玉飞镖袭击玉疆战神，反而被擊倒重伤。傑森拿著金燕子的玉飛鏢中刺中玉疆戰神，將其殺死。
最後玉皇大帝降臨天庭，他表示無法治癒金燕子。在五指山頂的蟠桃園，傑森在跟夥伴與師父們道別後被玉皇大帝送回人間。返回現代的傑森不僅變得武術高強，擊敗了流氓，還獲得了一位酷似金燕子唐人街女孩的青睞。

## 演員
| 演員          | 角色            | 備註 |
| 成龍          | 魯彥            | 醉八仙，吕岩。 |
| 成龍          | 霍老頭          | |
| 李連杰        | 孫悟空          | 從花果山石頭縫蹦出來的猴王，手中一根如意金箍棒天下無敵，愛惡作劇捉弄人，與玉疆戰神是老對頭，被其禁錮在五指山內。他的一根毫毛化成武功高強的默僧。 |
| 李連杰        | 默僧            | 孙悟空一根毫毛的化身。 |
| 劉亦菲        | 金燕子          | 一心想要殺死玉疆戰神以為父母報仇，唯有她持有的玉飛鏢才能殺死身為神仙的玉疆戰神。                                                                 |
| 劉亦菲        | 唐人街女孩      | |
| 李冰冰        | 白髮魔女霓裳    | 冷血殘酷，一心想求得長生不老藥。 |
| 鄒兆龍        | 玉疆戰神        | 天界第一战神 |
| 王德顺        | 玉皇大帝        | 天界众神之主 |
| 邁克·安格拉諾 | 傑森·崔皮提卡斯 | 唐人街的美國青年，熱愛中國功夫。 |

導演民可夫的華裔妻子孔令華在片裡飾演一名被玉疆戰神囚禁的女子。刘亦菲的母親劉曉莉飾演王母娘娘。

## 主題曲
| 曲別   | 歌曲       | 演唱者         |
| ------ | ---------- | -------------- |
| 主題曲 | 《预感》   | 李冰冰、李玖哲 |
| 片尾曲 | 《Heroes》 | 张靓颖         |

## 製作
《功夫之王》於2007年5月1日開拍，並於同年8月24日結束。
編劇約翰·弗斯科指出，影片結合了不少中國電影的元素，一些角色代表的是功夫歷史和傳奇的標誌性人物，金燕子和白髮魔女這兩個角色分別出自《大醉俠》和《白髮魔女傳》，玉疆戰神則是「經典的武俠反面角色」，也代表「關帝的反面」。弗斯科還將這部電影比做「武侠版的《绿野仙踪》」。

## 評價
很多觀眾和評論家對《功夫之王》的評價很正面，截至2008年5月1日，抽樣調查其中121篇回覆，爛番茄網站給予其64%的正面評價，其中評語包括「傑出的功夫打鬥場景，但時而流於為打而打」，Metacritic網站平均57分，包含一些夾雜和普通的評價。

## 類似電影
- 《小子難纏》三部曲

## 外部連結
- （英文）Forbidden Kingdom Movie
- （繁體中文）功夫之王
- 《功夫之王》新浪专题（页面存档备份，存于）
- 《功夫之王》人民網專題（页面存档备份，存于）
- 《功夫之王》網易專題（页面存档备份，存于）
- Yahoo奇摩電影上《功夫之王》的資料（繁體中文）
- 開眼電影網上《功夫之王》的資料（繁體中文）
- 香港影庫上《功夫之王》的資料（繁體中文）
- 时光网上《功夫之王》的資料（简体中文）
- 豆瓣电影上《功夫之王》的資料 （简体中文）
- 爛番茄上《功夫之王》的資料（英文）
- AllMovie上《功夫之王》的资料（英文）
- 互联网电影数据库（IMDb）上《功夫之王》的资料（英文）